# Synagoge Maputo

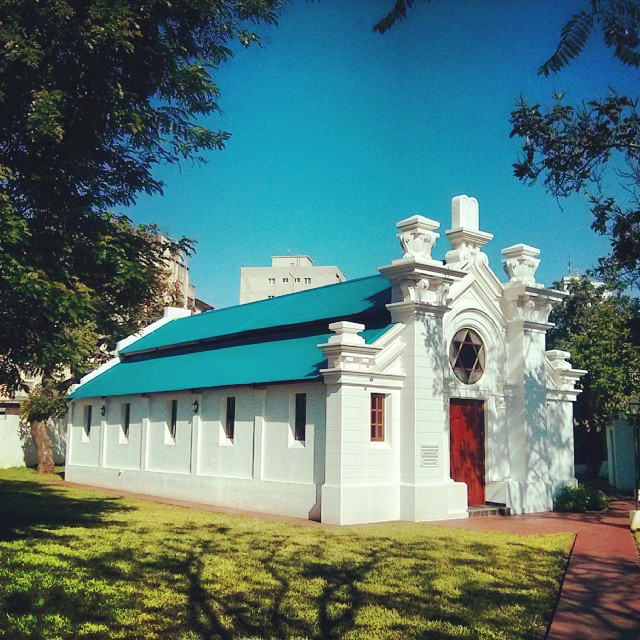
Synagoge von Maputo (2013)

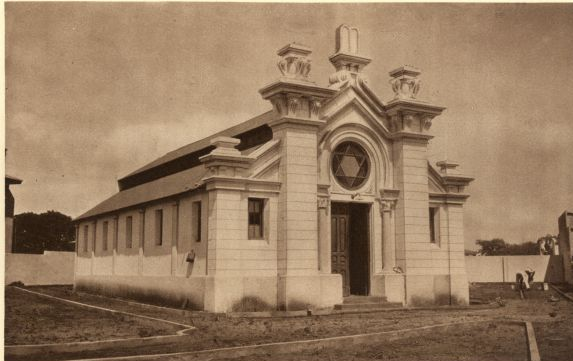
Die Synagoge Ende der 1920er Jahre

Die Synagoge von Maputo (port. Sinagoga de Maputo) ist das einzige jüdische Gotteshaus in Mosambik. Das 1926 errichtete Gebäude befindet sich in der Avenida Tomás Nduda im zentralen Stadtteil Polana der mosambikanischen Hauptstadt Maputo. Während des mosambikanischen Bürgerkrieges war die Synagoge zweckentfremdet worden, seit einer Sanierung in den 1990er Jahren und der Neuweihung im Jahr 2013 veranstaltet eine kleine jüdische Gemeinde hier wieder regelmäßig ihre Gottesdienste.

## Geschichte

### Bau
Obwohl es bereits seit 1899 eine kleine jüdische Gemeinde in Lourenço Marques (heute Maputo) gab, hatten die gut 30 Jüdinnen und Juden kein gemeinsames Gotteshaus, Gottesdienste fand ausschließlich in privaten Räumen statt. 1921 ließ sich die Gemeinde offiziell bei den Kolonialbehörden unter dem Namen „Associação de Benevolência Israelita Honen Dalim“ registrieren. Im gleichen Jahr erhielt die Gemeinde eine kleine, von der Stadt ihr geschenkte Fläche an der Avenida Latino Coelho (heute Avenida da Maguiguana), auf der die Gemeinde einen kleinen jüdischen Friedhof mit Kapelle errichten ließ.
Der kleinen Gemeinde war es jedoch klar, dass sie eine Synagoge brauchte. Als ersten Schritt kaufte die Gemeinde 1921 ein Grundstück in der Avenida General Botha (heute Avenida Tomás Nduda). Als Architekten wählte die Gemeinde – aus nicht näher bekannten Gründen – den städtischen Architekten Couto Martins aus, die Kosten für den Bau beliefen sich auf 1500 Pfund. Couto Martins war nicht jüdischen Glaubens und hatte keinerlei Erfahrungen im Bau von Synagogen, er soll noch nicht einmal eine Synagoge jemals zuvor gesehen haben. Die neue Synagoge wurde dann am 29. August 1926 von Rabbi Landau, dem obersten Rabbiner des südafrikanischen jüdischen Kongresses, geweiht.
Nach 1937 stieg die Zahl der Jüdinnen und Juden zunächst stark an, da der Aliens Act (Act No. 1 / 1937) im benachbarten kolonialen Südafrika die Immigration sehr erschwerte. Die Zahl sank jedoch nach Ende des Zweiten Weltkrieges. Die jüdische Gemeinde erlangte nie eine große Bedeutung, was vor allem der Heterogenität der Gemeindemitgliedern zugeschrieben wird.

### Zweckentfremdung während des Bürgerkriegs
Nach der Unabhängigkeit Mosambiks im Jahre 1975 verließen die meisten Jüdinnen und Juden das Land. Die mosambikanische Regierung unter der sozialistisch-marxistischen FRELIMO beschlagnahmte 1976 die Synagoge – wie auch viele andere religiöse Gebäude in dem Land – und richtete dort ein Warenlager, u. a. für das Rote Kreuz, ein. Das Inventar der Synagoge ging dabei komplett verloren.

### Sanierung und Neuweihung

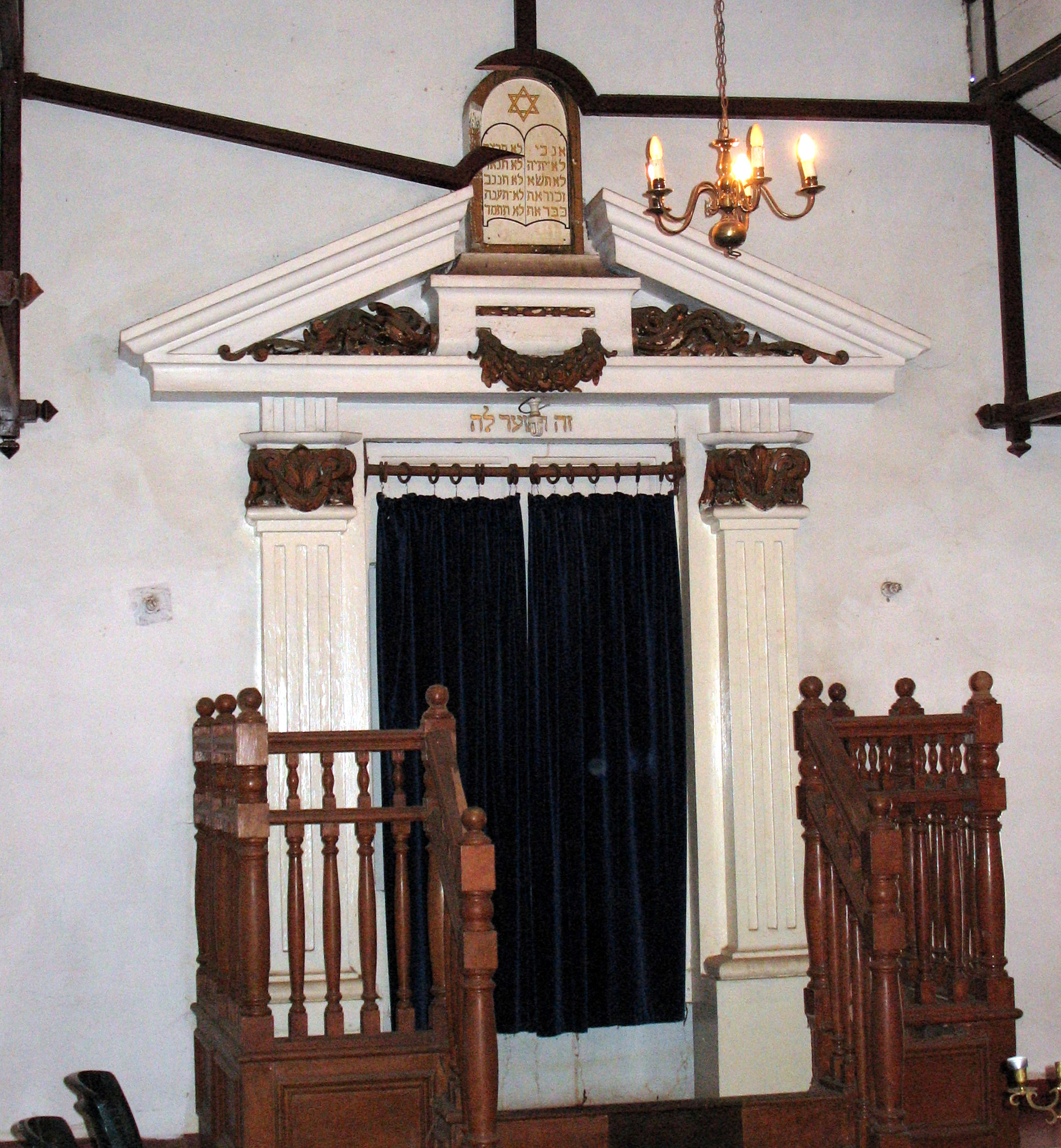
Bima der Synagoge (2008)

Aufgrund der Initiative eines Geschäftsmannes, kam die jüdische Gemeinde 1989 wieder in Besitz des Gebäudes und 1993 einer Torah-Ausgabe aus Südafrika, Gottesdienste fanden jedoch zunächst nur an hohen Feiertagen statt. Nach einigen Konflikten zwischen der Maputoer Gemeinde und dem South African Jewish Board of Deputies wurde die Torah 1994 wieder nach Südafrika zurückgeholt. Mitte der 1990er Jahre erhielt das Grundstück eine Mauer zur Straßenseite und mit Davidsternen verzierte, gusseiserne Tore.
2009 organisierte sich die Gemeinde neu und registrierte sich offiziell bei den Behörden, sodass sie inzwischen unter dem Titel „Honen Dalim – Comunidade Judaica de Moçambique“ anerkannt ist. Im selben Jahr feierte die Gemeinde seit langer Zeit die erste Bat Mitzwa, 2010 die erste Hochzeit.
Ab 2010 sammelte die Gemeinde Spenden für die dringende Sanierung der Synagoge. Nach erfolgreicher Spendenkampagne, fanden die Bauarbeiten und damit die komplette Entkernung des Gebäudes zwischen 2011 und 2013 statt.
Am 19. Mai 2013 wurde die Synagoge neu geweiht und es fand die feierliche Rückgabe einer Torah-Ausgabe statt („Hachnasat Sefer Torah“). Zahlreiche politischen Persönlichkeiten wohnten der Zeremonie bei., u. a. der israelische Botschafter, die für Religionsangelegenheiten zuständige mosambikanische Justizministerin, der Vorsitzende der muslimischen Gemeinde und Vertreter des South African Jewish Board of Deputies. Seitdem finden regelmäßig Gottesdienste statt, sowohl zum Schabatt als auch an Feiertagen.